# Peixe-pérola
Peixe-pérola ou peixe-palito é uma designação popular para peixes da família Carapidae. São peixes exclusivamente marinhos, de clima tropical e subtropical. Raramente são confundidos como enguias.
Os peixes-pérola são alongados e não possuem escamas, com corpos translúcidos e raios da nadadeira dorsal, que são mais curtos do que os raios da nadadeira anal. Os adultos na maioria das espécies, vivem simbioticamente dentro de vários hospedeiros invertebrados, e alguns vivem parasiticamente dentro de pepinos-do-mar . As larvas são pelágicas e fazem parte do plâncton.

## Ecologia

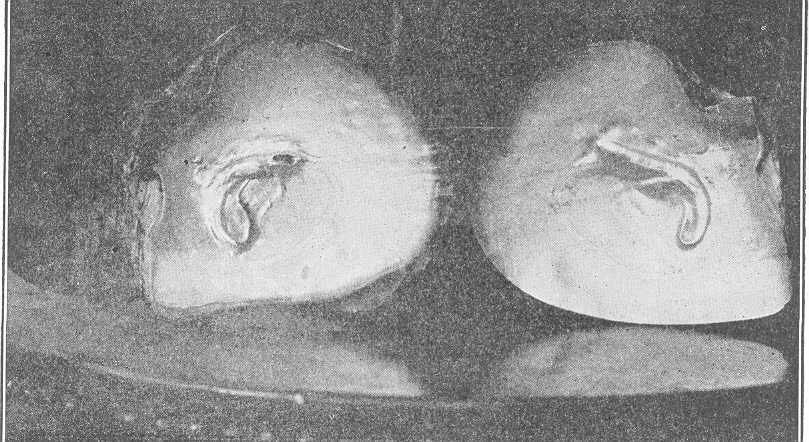
Peixes-pérola encontrados dentro de uma camada de madrepérola em La Paz, Baixa Califórnia.

São um pouco raros de se encontrar, porque os adultos na maioria das espécies vivem dentro de vários tipos de invertebrados. Eles normalmente vivem dentro de mariscos, estrelas-do-mar ou ascídias, mas comumente são encontrados vivendo dentro de pepinos-do-mar. A maioria das espécies não prejudicam seus hospedeiros. No entanto, algumas espécies são conhecidas por parasitarem pepinos do mar, que comem suas gônadas e vivem em seus poros anais. Os peixes-pérola geralmente vivem sozinhos ou em pares.

## Gêneros
São conhecidos 8 gêneros que pertencem à família família Carapidae (Peixes-pérola e Peixes-palito):
- Carapus
- Echiodon
- Encheliophis
- Eurypleuron
- Onuxodon
- Pyramodon
- Snyderidia
- Tetragondacnus